# São José do Hortêncio
São José do Hortêncio este un oraș în Rio Grande do Sul (RS), Brazilia.